# قزل‌داغ

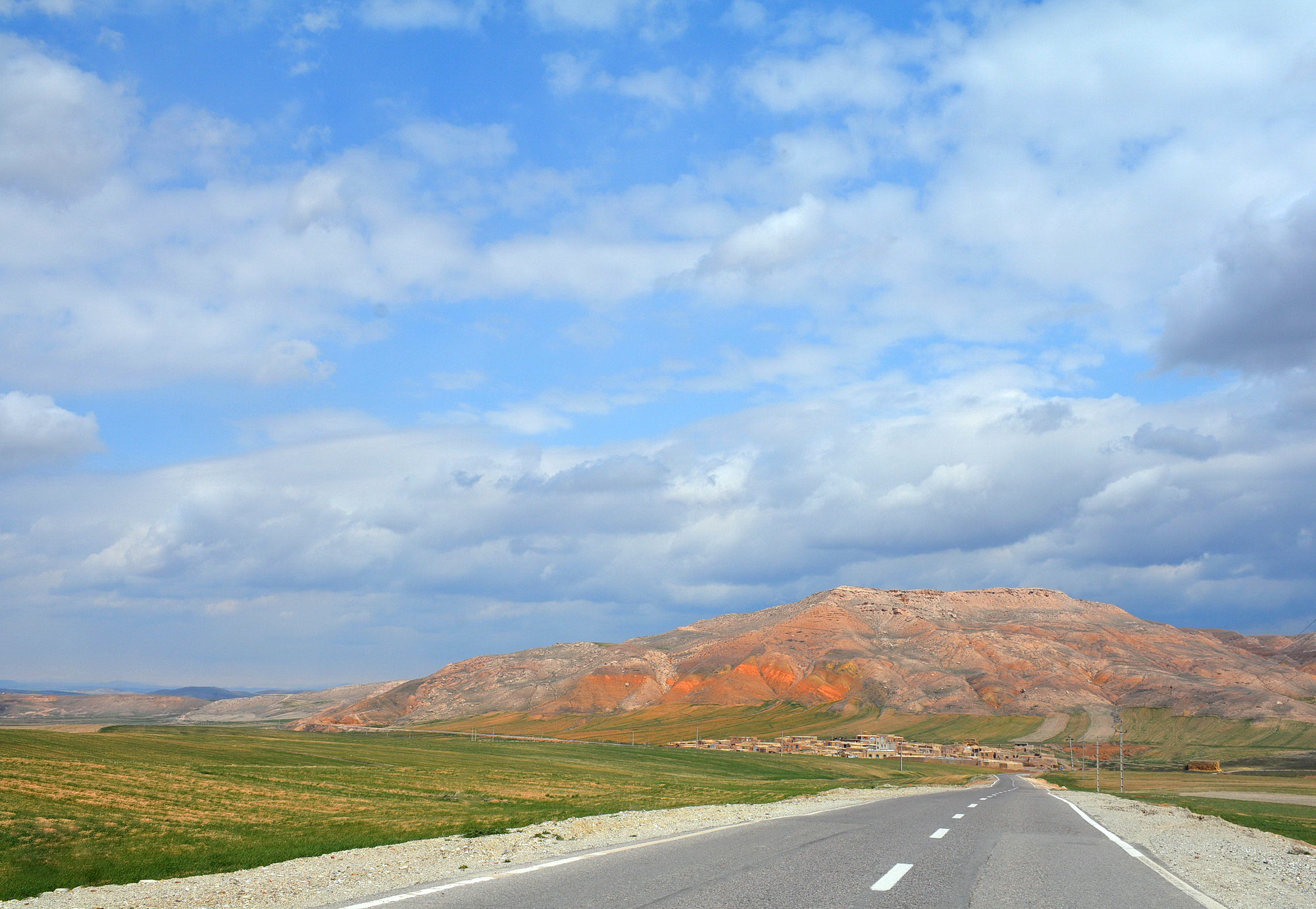
نمایی از قزل‌داغ، یکی از روستاهای استان آذربایجان شرقی - ۲۰۱۶

قزل‌داغ یکی از روستاهای استان آذربایجان شرقی است که در دهستان چاراویماق مرکزی بخش مرکزی شهرستان چاراویماق واقع شده‌است.